# Diocesi di Miracema do Tocantins
La diocesi di Miracema do Tocantins (in latino Dioecesis Miracemana Tocantinensis) è una sede della Chiesa cattolica in Brasile suffraganea dell'arcidiocesi di Palmas. Nel 2023 contava 145.248 battezzati su 207.498 abitanti. È retta dal vescovo Philip Eduard Roger Dickmans.

## Territorio
La diocesi comprende 28 comuni dello stato brasiliano di Tocantins: Abreulândia, Araguacema, Barrolândia, Bernardo Sayão, Bom Jesus do Tocantins, Brasilândia do Tocantins, Centenário, Colinas do Tocantins, Colméia, Couto de Magalhães, Dois Irmãos do Tocantins, Fortaleza do Tabocão, Goianorte, Guaraí, Itacajá, Itapiratins, Itaporã do Tocantins, Juarina, Miracema do Tocantins, Miranorte, Pedro Afonso, Pequizeiro, Presidente Kennedy, Recursolândia, Rio dos Bois, Santa Maria do Tocantins, Tupirama e Tupiratins.
Sede vescovile è la città di Miracema do Tocantins, dove si trova la cattedrale di Santa Teresa del Bambin Gesù.
Il territorio si estende su 43.545 km² ed è suddiviso in 20 parrocchie, raggruppate in 4 regioni pastorali, che prendono il nome dai quattro evangelisti.

## Storia
La prelatura territoriale di Miracema do Norte fu eretta l'11 ottobre 1966 con la bolla De animorum utilitate di papa Paolo VI, ricavandone il territorio dalla diocesi di Porto Nacional. Originariamente era suffraganea dell'arcidiocesi di Goiânia.
Il 4 agosto 1981 la prelatura territoriale fu elevata al rango di diocesi con la bolla Qui ad Beatissimi di papa Giovanni Paolo II.
Il 4 ottobre 1989 la diocesi ha assunto il nome attuale.
Il 27 marzo 1996 ha ceduto una porzione del suo territorio a vantaggio dell'erezione dell'arcidiocesi di Palmas, di cui contestualmente è divenuta suffraganea.
Nel luglio del 2010 terminò un accordo per cui alla diocesi di Tocantinópolis era affidata la cura pastorale di due comunità fuori dai confini diocesani: quella di Bernardo Sayão, nel territorio della diocesi di Miracema do Tocantins e la parrocchia di San Sebastiano a Couto de Magalhães che faceva parte dalla prelatura territoriale di Cristalândia (oggi diocesi). Queste comunità furono entrambe affidate alla diocesi di Miracema do Tocantins.
Il 31 gennaio 2023 ha ceduto una porzione di territorio a vantaggio dell'erezione della diocesi di Araguaína.

## Cronotassi dei vescovi
Si omettono i periodi di sede vacante non superiori ai 2 anni o non storicamente accertati.
- James Collins, C.SS.R. † (27 ottobre 1966 - 14 febbraio 1996 ritirato)
- João José Burke, O.F.M. † (14 febbraio 1996 succeduto - 14 marzo 2006 deceduto)
  - Sede vacante (2006-2008)
- Philip Eduard Roger Dickmans, dal 21 maggio 2008

## Statistiche
La diocesi nel 2023 su una popolazione di 207.498 persone contava 145.248 battezzati, corrispondenti al 70,0% del totale.
| anno | popolazione | popolazione | popolazione | presbiteri | presbiteri | presbiteri | presbiteri                | diaconi | religiosi | religiosi | parrocchie |
| anno | battezzati  | totale      | %           | numero     | secolari   | regolari   | battezzati per presbitero | diaconi | uomini    | donne     | parrocchie |
| ---- | ----------- | ----------- | ----------- | ---------- | ---------- | ---------- | ------------------------- | ------- | --------- | --------- | ---------- |
| 1966 | ?           | 100.000     | ?           | 9          | 3          | 6          | ?                         |         |           |           | 3          |
| 1970 | 120.000     | 125.000     | 96,0        | 7          | 3          | 4          | 17.142                    |         | 5         | 10        | 6          |
| 1976 | 96.500      | 105.561     | 91,4        | 9          | 4          | 5          | 10.722                    |         | 6         | 33        | 7          |
| 1980 | 119.300     | 134.600     | 88,6        | 13         | 6          | 7          | 9.176                     |         | 9         | 36        | 12         |
| 1990 | 174.000     | 203.000     | 85,7        | 10         | 5          | 5          | 17.400                    |         | 6         | 55        | 16         |
| 1999 | 123.812     | 162.911     | 76,0        | 13         | 10         | 3          | 9.524                     |         | 4         | 20        | 14         |
| 2000 | 125.104     | 164.611     | 76,0        | 14         | 11         | 3          | 8.936                     |         | 3         | 22        | 14         |
| 2001 | 126.586     | 166.560     | 76,0        | 15         | 12         | 3          | 8.439                     |         | 3         | 22        | 14         |
| 2002 | 122.102     | 162.803     | 75,0        | 14         | 12         | 2          | 8.721                     |         | 2         | 28        | 14         |
| 2003 | 135.832     | 181.110     | 75,0        | 14         | 13         | 1          | 9.702                     |         | 1         | 23        | 14         |
| 2004 | 136.701     | 184.732     | 74,0        | 15         | 13         | 2          | 9.113                     |         | 2         | 23        | 14         |
| 2013 | 160.000     | 215.700     | 74,2        | 24         | 16         | 8          | 6.666                     | 1       | 8         | 29        | 19         |
| 2016 | 151.280     | 221.000     | 68,5        | 23         | 20         | 3          | 6.577                     | 2       | 5         | 26        | 19         |
| 2019 | 155.000     | 226.300     | 68,5        | 21         | 19         | 2          | 7.380                     | 10      | 4         | 27        | 22         |
| 2021 | 157.291     | 228.582     | 68,8        | 24         | 22         | 2          | 6.553                     | 8       | 2         | 22        | 23         |
| 2023 | 145.248     | 207.498     | 70,0        | 23         | 22         | 1          | 6.315                     | ?       | 1         | 22        | 20         |